# Vihear Luong
Vihear Luong es una comuna (khum) del distrito de Ponhea Lueu, en la provincia de Kandal, Camboya. En marzo de 2008 tenía una población estimada de 7396 habitantes.
Se encuentra ubicada al sur del país, en la llanura central camboyana, a escasa distancia del río Mekong, de Nom Pen —la capital del país— y de la frontera con Vietnam.